# Henri Rey (homme politique)
Pour les articles homonymes, voir Rey et Henri Rey.
Henri Rey est un homme politique français, né le 2 novembre 1903 à Pont-Aven (Finistère) et mort le 12 octobre 1977 à Neuilly-sur-Seine.

## Biographie

### Jeunesse et études
Henry Rey a étudié au collège Sainte-Croix de Nantes.

### Parcours professionnel
Actif dans les milieux des transports et de la navigation. Il devient président-directeur général (PDG) des Transports de l'Ouest européen en 1964.
Puis président du Conseil supérieur de la navigation de plaisance et des sports nautiques de 1966 à 1970 et administrateur du Port autonome de Nantes-Saint-Nazaire de 1966 à 1977.

### Parcours politique
Il est conseiller municipal RPF à Nantes de 1947 à 1965. actif dans les milieux des transports et de la navigation.
Il est élu député de la Loire-Atlantique de 1958 à 1971. Il est vice-président du groupe UNR à l'Assemblée nationale en 1962, puis président du groupe de 1963 à 1967. Il préside le groupe UDR de l'Assemblée nationale de 1967 à 1969.
Il est ministre d'État du 30 mai au 4 juin 1968 puis Ministre d'État chargé du Tourisme dans le gouvernement Georges Pompidou IV, du 30 mai au 10 juillet 1968. Il reprend ensuite son siège de député. Il revient au gouvernement sous Jacques Chaban-Delmas en qualité de Ministre délégué auprès du Premier Ministre, chargé Départements et Territoires d'Outre-Mer, du 20 juin 1969 au 25 février 1971. 
Il est nommé membre du Conseil constitutionnel à cette date par Achille Peretti, alors président de l'Assemblée nationale,. Il démissionne donc de son poste de Ministre délégué. Il y siège pendant 6 ans et meurt en fonction.

## Décorations
- Chevalier de la Légion d'honneur[2],[6]
- Officier de l'ordre national du Mérite[2]
- Croix de guerre 1939–1945[2],[7]
- Chevalier de l'ordre du Mérite maritime[2]
- Médaille d'or de l'éducation physique[2],[7]